# Harutjun Hakobjan

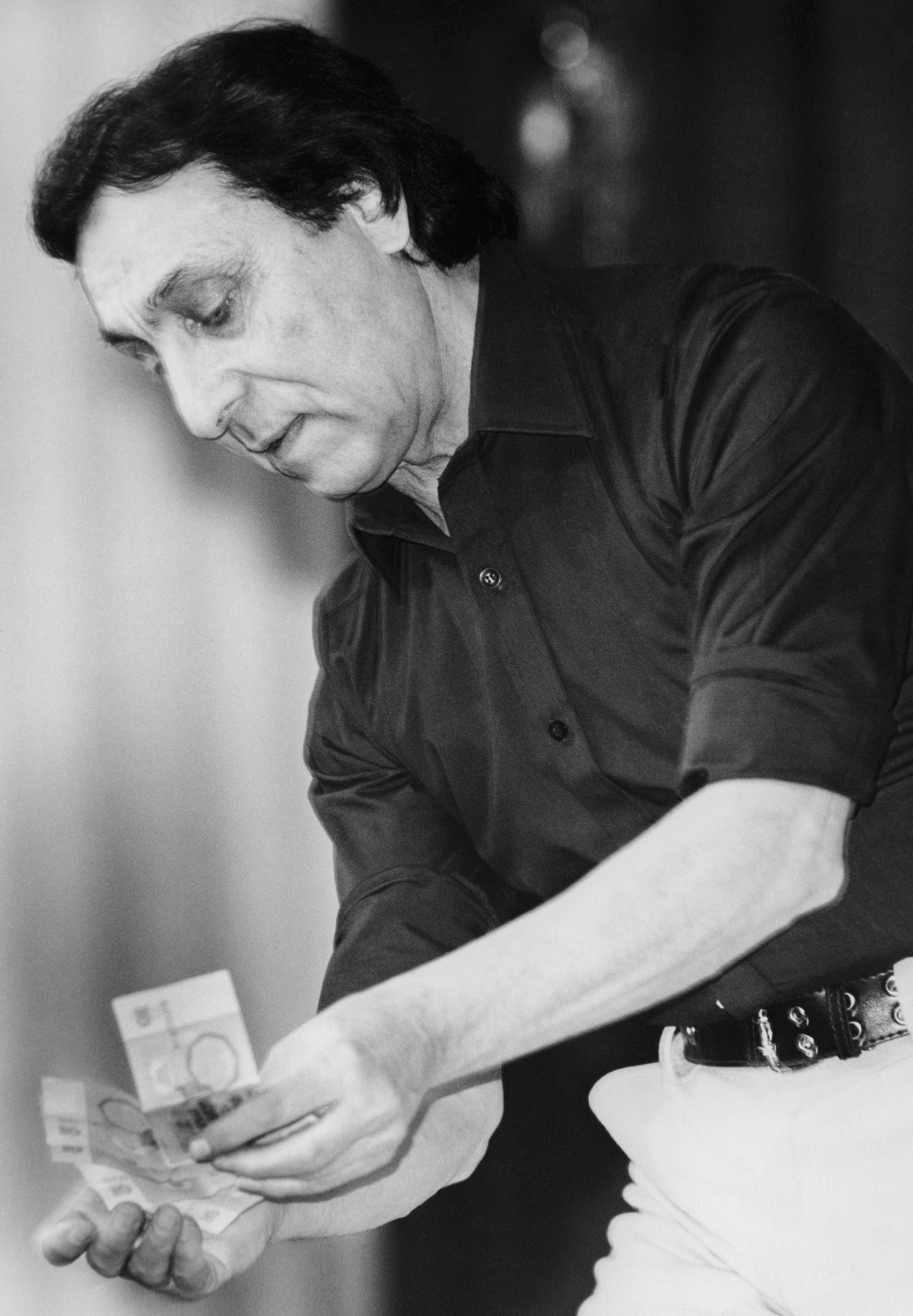
1988

Harutjun Hakobjan (armenisch Հարություն Հակոբյան; russisch Арутюн Амаякович Акопян; * 25. April 1918 in Igdir, Transkaukasische Demokratisch-Föderative Republik; † 13. Januar 2005 in Moskau) war ein sowjetisch-armenischer Illusionist.

## Leben
Hakobjans Vater war Schmied, sein Sohn sollte Ingenieur werden. So studierte Hakobjan Ingenieurwissenschaften. 
Nachdem er bei einem Pop-Konzert einen Zauberer gesehen hatte, wollte Hakobjan aber Zauberkünstler sein. Sein erster Auftritt war im Studentenheim. Dann studierte Hakobjan in "Mosgorestrada" und wurde ein professioneller Künstler. 
1957 gewann Hakobjan den  internationalen Wettbewerb in Colombo. Im Jahr 1959 gewann er den Ersten Preis beim Wettbewerb in Paris. 1977 gewann Hakobjan den Ersten Preis beim Wettbewerb in der Stadt Karlovy Vary. Im Jahr 1982 wurde Hakobjan als Volkskünstler der UdSSR ausgezeichnet.

## Werke
- Акопян А. Фокусы на эстраде. 1961
- В мире чудес : Репертуар. сб. / А. Акопян, 1980
- Даю уроки волшебства : [Для сред. и ст. шк. возраста] / Арутюн Акопян; [Худож. Р. Сайфуллин и др.], 1993